# Philippe Greffet
Philippe Greffet, né à Lyon le 22 mars 1924 et mort le 27 décembre 2009 à Bron, est un professeur et écrivain français.

## Biographie
Licencié de philosophie, instituteur devenu agrégé d'espagnol, il fut directeur de l'Alliance française de Santa Fé (Argentine), adjoint de l'Inspecteur général des Alliances françaises d'Argentine, secrétaire général des Alliances françaises du Brésil, professeur de lettres à Lyon (lycée du Parc) puis à Lons-le-Saunier, conseiller culturel et de coopération scientifique et technique en Uruguay, puis en Argentine, conseiller technique du Haut Comité de la Langue française auprès du Premier ministre français (organisme précurseur de la délégation générale à la langue française et aux langues de France), et enfin secrétaire général de l'Alliance française de Paris de 1978 à 1988.
Il était professeur ad honorem à l'université de Buenos Aires.

## Discographie
- Philippe Greffet dit Apollinaire, Paul Éluard, Charles Cros, Jacques Prévert, Jules Supervielle - disque 33 tours.
- Philippe Greffet dit La Fontaine, La Bruyère, Mme de Sévigné. Hachette, Buenos Aires, 1974 - disque 33 tours.
- Philippe Greffet dit Daudet (1)  Hachette, Buenos Aires, 1974 - disque 33 tours.
- Philippe Greffet dit Daudet (2) Hachette, Buenos Aires, 1974 - disque 33 tours.
- Greffet chante fables et chantefleurs de Desnos et conte Prévert aux enfants pas sages, Hachette, Buenos Aires 1975
- Molière, Hachette, Buenos Aires 1976
- Chantons, dansons, disons la France, Unidisc, Paris 1982
- Fables de La Fontaine, Unidisc, Paris, 1983